# آيت بوجعفر الشمالية (سيدي عبد الله غيات)
آيت بوجعفر الشمالية هي إحدى مشيخات المملكة المغربية، تتبع جغرافيا لإقليم الحوز وإداريًا لسيدي عبد الله غيات. يقدر عدد سكانها بـ 10871 نسمة حسب الإحصاء الرسمي للسكان والسكنى لسنة 2004.